# Ceraphron doddi
Ceraphron doddi är en stekelart som beskrevs av Paul Dessart 1972. Ceraphron doddi ingår i släktet Ceraphron och familjen pysslingsteklar. Inga underarter finns listade i Catalogue of Life.